# Delphine Seyrig
Pour les articles homonymes, voir Seyrig.
Delphine Seyrig est une actrice et réalisatrice française, née le 10 avril 1932 à Beyrouth (Syrie mandataire, Liban actuel) et morte le 15 octobre 1990 dans le 10e arrondissement de Paris.
Comédienne de théâtre majeure, héroïne des films d'Alain Resnais, Luis Buñuel, François Truffaut, Chantal Akerman ou Ulrike Ottinger au cinéma, connue pour sa diction grave, riche et musicale, elle a aussi été une figure du féminisme en France, y compris en tant que réalisatrice.

## Biographie

### Origines familiales et jeunesse
Née le 10 avril 1932 à Beyrouth,,, Delphine Claire Beltiane Seyrig est la fille d'Henri Seyrig (1895-1973), archéologue, directeur du service des Antiquités du Liban à l'époque du mandat français, et d'Hermine de Saussure, dite Miette (1901-1984), Suissesse du canton de Genève, navigatrice, spécialiste de Jean-Jacques Rousseau, issue d'une famille de scientifiques dont les diverses branches se sont déployées en Suisse actuelle à partir du XVIe siècle, dont les plus connus sont le linguiste suisse Ferdinand de Saussure et le naturaliste genevois Horace Bénédict de Saussure, l’un des premiers à avoir escaladé le mont Blanc (en 1787). Sa famille paternelle, dont les racines sont en Allemagne et dont le nom d'origine est Saurich, est une importante lignée d'industriels calvinistes de la bourgeoisie libérale, venant d'Alsace et également de Suisse pour les dernières générations. Son arrière-grand-père en lignée masculine, Théophile Seyrig, ingénieur du génie civil, était l'associé de Gustave Eiffel.
Delphine Seyrig passe son enfance à Beyrouth, où elle est scolarisée à l'École catholique allemande, puis au Collège protestant français, sauf une année, à l'âge de 6 ans, qu'elle passe en pension dans une ferme en Suisse. Elle a pour frère aîné le futur compositeur Francis Seyrig (1927-1979).
En 1942, son père est nommé envoyé spécial de la France libre en Amérique et la famille émigre à New York, où elle reste jusqu'à la fin de l'année 1945. Ces trois années et demie passées aux États-Unis marquent fortement Delphine Seyrig, qui en garde une parfaite maîtrise de l'anglais.
Après la guerre, elle fréquente plusieurs établissements au Liban et en France : Collège protestant de Beyrouth, collège Cévenol (Haute-Loire), lycée de Sèvres, collège Sévigné (Paris).

### Années 1950
Début 1950, à 17 ans, avec l'accord de son père, Delphine Seyrig renonce à passer son baccalauréat et choisit d'étudier le théâtre.
À l'EPJD (l’Éducation par le jeu dramatique), elle a pour professeurs Roger Blin, Pierre Bertin et Tania Balachova. Parmi ses camarades de cours se trouvent Philippe Noiret, Laurent Terzieff et Michael Lonsdale.
En juillet 1950, Delphine Seyrig épouse le peintre américain Jack Youngerman, alors étudiant aux Beaux-Arts de Paris.
En 1952, à 20 ans, elle obtient son premier rôle dans l’Amour en papier de Louis Ducreux. Peu après, elle est engagée dans la troupe de la comédie de Saint-Étienne, dirigée par Jean Dasté, où elle joue entre autres les rôles de Chérubin dans Le Mariage de Figaro de Beaumarchais et d'Ariel dans La Tempête de Shakespeare. Avec diverses compagnies, elle interprète aussi les rôles-titres de Tessa et Ondine de Jean Giraudoux, l'Éliante du Misanthrope de Molière, ainsi que Mabel Chiltern dans Un mari idéal d'Oscar Wilde. Elle envisage d'entrer au TNP, mais sa voix est jugée trop particulière.
En décembre 1956, elle part à New York avec son mari et leur fils Duncan, né à Paris en juin de la même année. Ils vivent à la pointe de Manhattan près du vieux port dans une communauté d'amis peintres américains. Parmi ces derniers, Ellsworth Kelly, Robert Indiana, Agnes Martin, Robert Rauschenberg, Jasper Johns. Delphine Seyrig suit les cours de Lee Strasberg en tant qu'auditrice à l'Actors Studio où elle croise occasionnellement Marilyn Monroe. Elle obtient quelques rôles au théâtre off-Broadway dont Florence dans Song of Songs (Cantique des Cantiques) de Giraudoux et Petra dans An Enemy of the People (Un ennemi du peuple) d'Henrik Ibsen. Elle y tourne son premier rôle au cinéma dans Pull My Daisy (1959), écrit par Jack Kerouac et réalisé par Robert Frank et Alfred Leslie (en).

### Années 1960

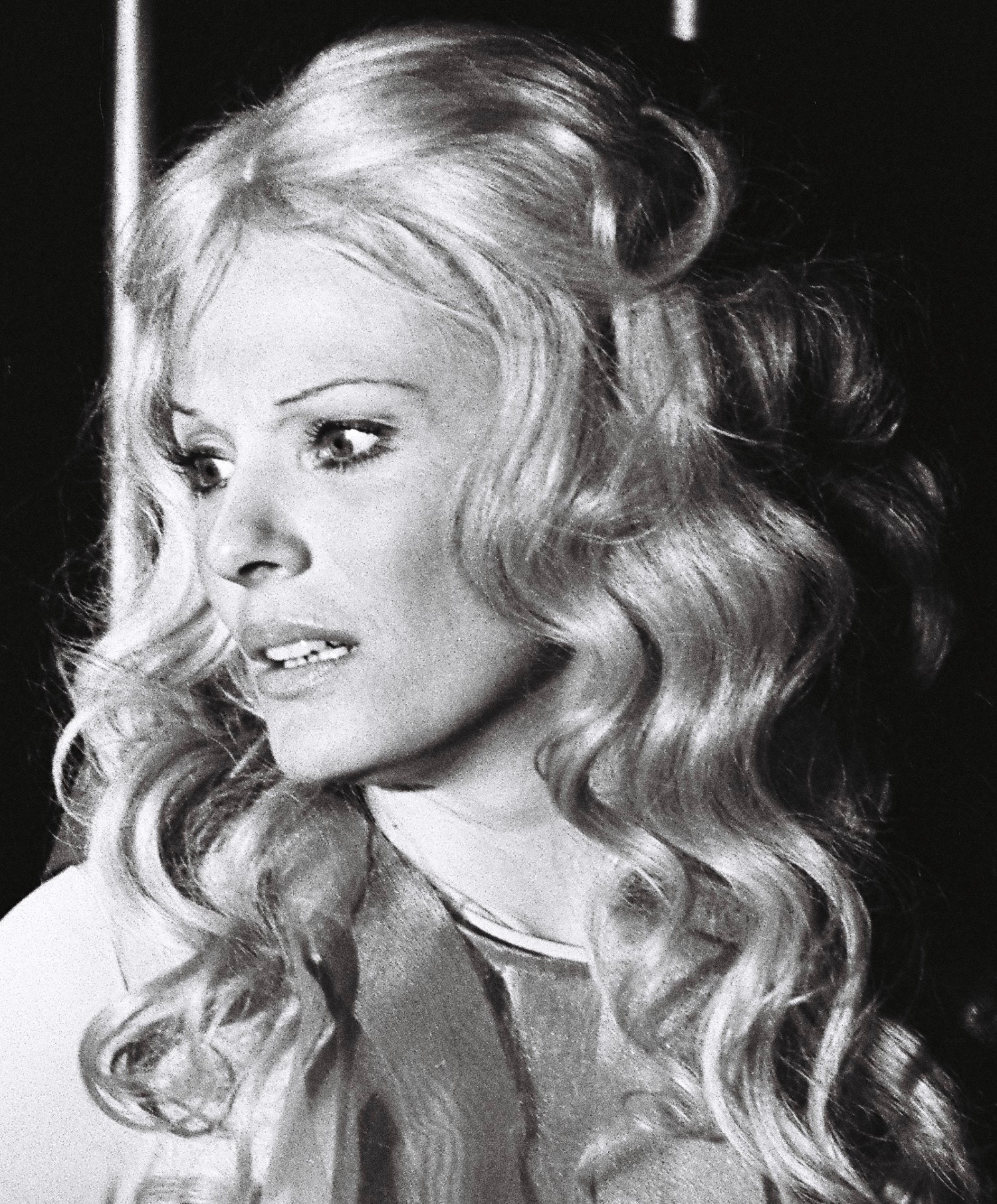
Delphine Seyrig en 1969 dans Le Jardin des délices de Fernando Arrabal, théâtre Antoine (photo Nicolas Treatt).

Alain Resnais découvre Delphine Seyrig lors de son séjour à New York à l'automne 1959, alors qu'elle y joue dans An Enemy of the People, et la fait tourner l'année suivante dans L'Année dernière à Marienbad, écrit par Alain Robbe-Grillet. Le film, sorti à Paris en juin 1961, remporte un grand succès et donne à Delphine Seyrig une notoriété internationale. Resnais lui confie en 1963 le rôle d'Hélène Aughain dans Muriel ou le Temps d'un retour, pour lequel elle remporte la coupe Volpi pour la meilleure interprétation féminine à la Mostra de Venise.
Les années suivantes, elle tourne dans Accident de Joseph Losey (1966), La Musica de Marguerite Duras (1967), Mister Freedom de William Klein (1968), Baisers volés de François Truffaut (1968), La Voie lactée de Luis Buñuel (1969). Dans Baisers volés, film charnière du cycle « Antoine Doinel », elle joue la troublante Fabienne Tabard, femme à la fois romantique et inaccessible, mais aussi réaliste et maîtresse de son destin. Antoine Doinel, dans Baisers volés, dit d'elle : « Madame Tabard est une femme exceptionnelle, Madame Tabard, c'est… c'est une apparition ! » Delphine Seyrig trouve en Resnais et Truffaut deux réalisateurs qui, en quelques films, la rendent inoubliable, en particulier par le timbre de sa voix que Michael Lonsdale compare à un violoncelle.
Durant cette décennie, Delphine Seyrig enchaîne de nombreux rôles au théâtre, notamment dans La Mouette d'Anton Tchekhov et Les Exaltés de Robert Musil sous la direction de Sacha Pitoëff (1961), On ne sait comment de Luigi Pirandello face à Alain Cuny (1962), Un mois à la campagne d'Ivan Tourgueniev sous la direction d'André Barsacq (1963), Comédie de Samuel Beckett avec Michael Lonsdale sous la direction de Jean-Marie Serreau (1964). Elle entame une riche collaboration avec le metteur en scène Claude Régy : Cet Animal étrange d'après Anton Tchekhov (1964), La Collection et L'Amant d'Harold Pinter, qui feront découvrir au public parisien cet auteur, La prochaine Fois je vous le chanterai de James Saunders (1966), Se trouver de Pirandello (1966), Rosencrantz et Guildenstern sont morts de Tom Stoppard (1967). Ses partenaires de scène durant cette période constituent une troupe informelle de haute volée : Jean Rochefort, Jean-Pierre Marielle, Claude Piéplu, Sami Frey, Bernard Fresson, Henri Garcin. Ce dernier est son partenaire dans L'aide-mémoire de Jean-Claude Carrière, mis en scène par André Barsacq (1968). En 1969, face à Jean-Claude Drouot, Marpessa Dawn et Bernard Fresson, elle est Laïs dans Le Jardin des délices, pièce surréaliste provocatrice écrite pour elle par Fernando Arrabal.
Pour la télévision elle tourne notamment Le troisième Concerto (1963), écrit par François-Régis Bastide, Hedda Gabler (1967), d'après la pièce d'Ibsen, face à Laurent Terzieff. En 1969 elle interprète Mme de Mortsauf — personnage qu'elle évoquait dans Baisers volés — dans l'adaptation télévisée du Lys dans la vallée de Balzac tournée par Marcel Cravenne.

### Années 1970
À partir de 1970, le féminisme prend une grande place dans la vie de Delphine Seyrig, et elle n'hésitera pas à mettre en danger sa carrière pour défendre la cause des femmes. Elle signe notamment le Manifeste des 343 en 1971, et l'année suivante, lors du procès pour avortement dit procès de Bobigny, elle fait une déposition pour la défense aux côtés de l'avocate Gisèle Halimi, Simone de Beauvoir et d'autres personnalités. La première démonstration en France de l'avortement par la méthode de Karman a lieu dans son appartement en août 1972, en présence de militantes du MLF, de Pierre Jouannet, et de Harvey Karman, psychologue et militant pour la liberté de l'avortement en Californie à qui la méthode doit son nom.
Au théâtre, elle retrouve Pinter avec C'était hier (1971) aux côtés de Jean Rochefort et Françoise Fabian sous la direction de Jorge Lavelli. Au printemps 1972, elle joue sur Broadway la version américaine de L'Aide-mémoire (The Little Black Book) face à l'acteur américain Richard Benjamin. C'est Miloš Forman, arrivé depuis peu aux États-Unis, qui dirige la production, laquelle se soldera par un échec critique et commercial. En 1974, Claude Régy la dirige dans une pièce novatrice de Peter Handke, La Chevauchée du lac de Constance, qui brille aussi par sa distribution : Delphine Seyrig, Jeanne Moreau, Michael Lonsdale, Sami Frey, Gérard Depardieu.
En 1976, Delphine Seyrig s'exile à Londres pour jouer le rôle-titre de la pièce de Rainer Werner Fassbinder, The Bitter Tears of Petra von Kant dans sa création anglaise, puis Cléopâtre dans Antony and Cleopatra de Shakespeare sous la direction de Frank Dunlop. De retour à Paris, elle interprète seule sur scène Pas de Beckett (1978), avec la voix de Madeleine Renaud hors-scène.
Au cinéma, Delphine Seyrig tourne Peau d'Âne (1970) de Jacques Demy avec Catherine Deneuve, puis Les Lèvres rouges (1970), un film de vampire du Belge Harry Kümel. Cette année-là elle enregistre un 45 tours de chansons composées par son frère, le compositeur Francis Seyrig sur des textes de Jean-Claude Carrière : Une fourmi et moi, et Quoi de plus beau qu'une marche militaire. L'année suivante elle tourne avec son compagnon Sami Frey dans Le Journal d'un suicidé de Stanislav Stanojevic, sélectionné à Cannes et à Venise. En 1972, elle retrouve Bunuel dans Le Charme discret de la bourgeoisie aux côtés de Fernando Rey et Stéphane Audran. En 1973 et 1974 elle est à l'affiche de deux thrillers internationaux, The Day of the Jackal (Chacal), de Fred Zinnemann aux côtés d'Edward Fox, et The Black Windmill (Contre une poignée de diamants) de Don Siegel avec Michael Caine.
En 1975, Delphine Seyrig est à l'affiche de quatre films présentés au Festival de Cannes cette année-là, dont trois réalisés par des femmes : Aloïse de Liliane de Kermadec, India Song de Marguerite Duras, et Jeanne Dielman, 23, quai du Commerce, 1080 Bruxelles de Chantal Akerman. Ce dernier film, d'une durée de plus de trois heures et dans lequel Seyrig incarne le rôle-titre, sera sacré « meilleur film de tous les temps » par la revue Sight and Sounds en 2022.
En 1977, Seyrig retrouve Marguerite Duras pour Baxter, Vera Baxter, puis tourne aux côtés de Jean-Louis Trintignant et Léa Massari dans Repérages (1978) du Suisse Michel Soutter, et aux côtés de Jean Rochefort et Simone Signoret dans Chère Inconnue (1980) de Moshé Mizrahi.
Elle rencontre Carole Roussopoulos en 1974 qui lui apprend le maniement de la vidéo légère. Cette année-là, Delphine Seyrig, Ioana Wieder et Carole Roussopoulos créent toutes les trois une association Les Muses s’amusent qui devient rapidement Les Insoumuses, dédiée à la création vidéo féministe. Elles réalisent plusieurs films, dont SCUM Manifesto (1976), Maso et Miso vont en bateau (avec Ioana Wieder et Nadja Ringart, 1976). À partir d'interviews qu'elle tourne avec une vingtaine d'actrices françaises et américaines, Delphine Seyrig réalise le film Sois belle et tais-toi en 1975-76, remettant en cause les rapports entre les sexes dans l'industrie cinématographique plus de 40 ans avant le mouvement #MeToo.

### Années 1980
Delphine Seyrig partage la scène avec Sami Frey en 1981 dans La Bête dans la jungle de Henry James, adapté par Marguerite Duras dans une mise en scène de l'argentin Alfredo Arias. En 1982, elle interprète Sarah Bernhardt au crépuscule de sa vie dans Sarah et le Cri de la langouste de John Murrell (en), avec Georges Wilson. Elle retrouve Henri Garcin en 1987 dans Un jardin en désordre d'Alan Ayckbourn, mis en scène par l'Américain Stuart Seide.

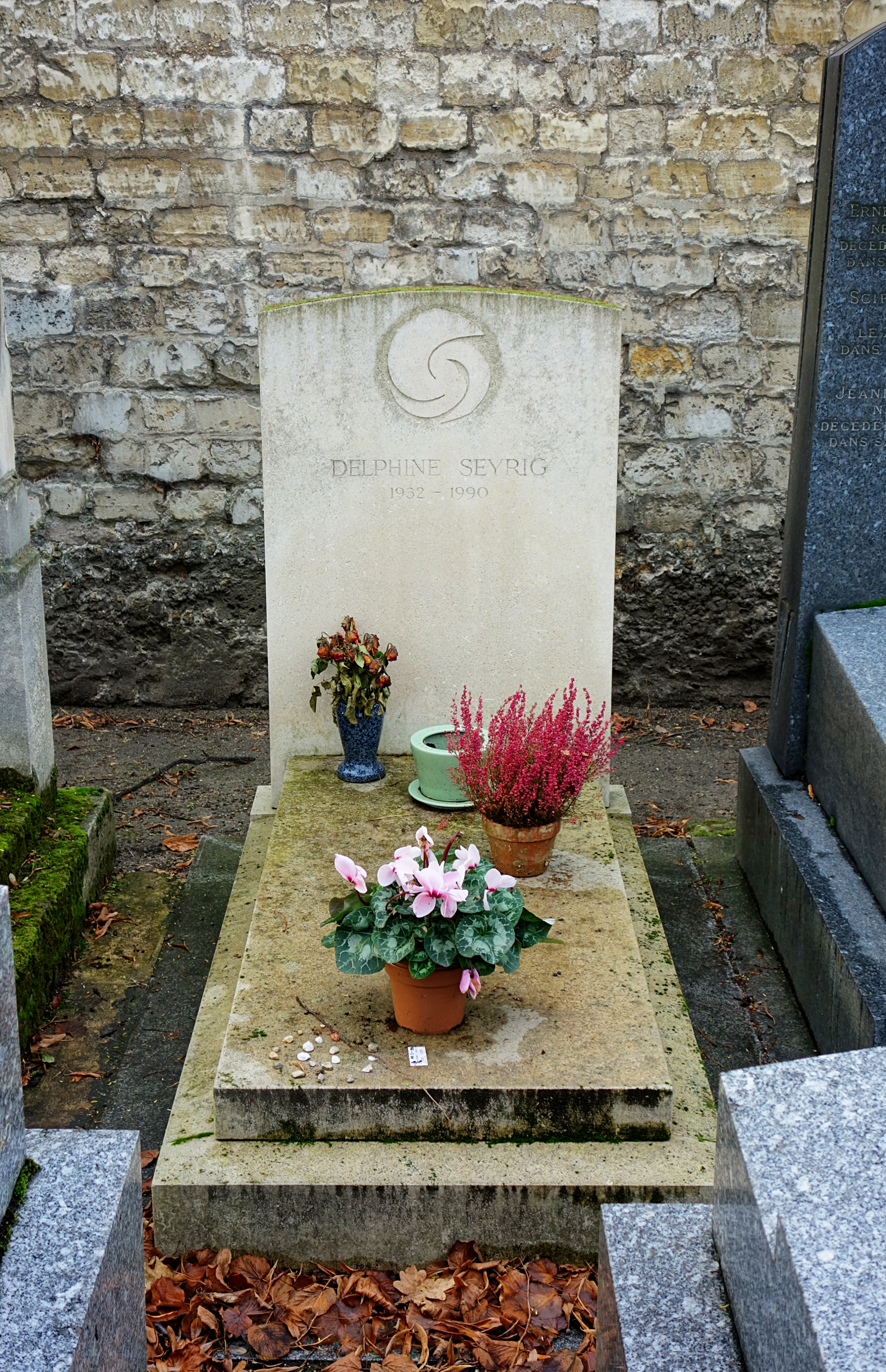
Tombe de Delphine Seyrig au cimetière du Montparnasse (division 15).

En 1982, elle crée avec Carole Roussopoulos et Ioana Wieder le Centre Audiovisuel Simone de Beauvoir, une association dont le but est de réunir, produire et diffuser des documents audiovisuels sur les droits, luttes et création de l'art des femmes. Simone de Beauvoir a donné son accord pour que le Centre porte son nom.
Durant cette décennie, Delphine Seyrig se fait plus rare au cinéma. Elle tourne trois films de la réalisatrice allemande Ulrike Ottinger : Freak Orlando (1981), Dorian Gray im Spiegel der Boulevardpresse (1983), Johanna d'Arc of Mongolia (1989). Elle tient aussi le rôle principal du premier film de Pomme Meffre, Le Grain de sable, l'histoire d'une quadragénaire soudainement confrontée au drame du chômage.

### Santé, mort et postérité
Delphine Seyrig meurt d'un cancer le 15 octobre 1990, à l'âge de 58 ans, dans le 10e arrondissement de Paris,. Elle est inhumée au cimetière du Montparnasse (division 15), en face de Charles Baudelaire. Elle affirme que la voix caractéristique qui a fait en partie sa notoriété, avec un phrasé langoureux, dense et musical, un timbre grave, venait de nodules aux cordes vocales (en) et qu'elle avait mal, s'écorchait la bouche en parlant.
Son fils, Duncan Youngerman, est un compositeur franco-américain. Sa petite-fille, Selina Youngerman, est une actrice qui vit et travaille à Londres.

## Filmographie

### Actrice

#### Cinéma
- 1959 : Pull My Daisy de Robert Frank et Alfred Leslie (en) : Carolyn, l'épouse
- 1961 : L'Année dernière à Marienbad d'Alain Resnais : A, la femme brune
- 1963 : Muriel ou le Temps d'un retour d'Alain Resnais : Hélène Aughain
- 1966 : Qui êtes-vous, Polly Maggoo ? de William Klein : une journaliste
- 1967 : Accident de Joseph Losey : Francesca
- 1967 : La Musica de Marguerite Duras et Paul Seban : Elle
- 1968 : Baisers volés de François Truffaut : Fabienne Tabard
- 1969 : Mister Freedom de William Klein : Marie-Madeleine
- 1969 : La Voie lactée de Luis Buñuel : la prostituée
- 1970 : Peau d'Âne de Jacques Demy : la Fée des lilas
- 1971 : Les Lèvres rouges (Daughters of darkness) d'Harry Kümel : la comtesse Bathory
- 1971 : Le Journal d'un suicidé de Stanislav Stanojevic : l'interprète
- 1972 : Le Charme discret de la bourgeoisie de Luis Buñuel : Simone Thévenot
- 1973 : Chacal (The Day of the Jackal) de Fred Zinnemann : Colette
- 1973 : Maison de poupée (A Doll's House) de Joseph Losey : Kristine Linde
- 1974 : Contre une poignée de diamants (The Black Windmill) de Don Siegel : Ceil Burrows
- 1974 : Dites-le avec des fleurs de Pierre Grimblat : Françoise Berger, la mère
- 1974 : Le Cri du cœur de Claude Lallemand : Madame Bunkermann
- 1975 : Le Boucher, la Star et l'Orpheline de Jérôme Savary : la veuve
- 1975 : Aloïse de Liliane de Kermadec : Aloïse
- 1975 : Le Jardin qui bascule de Guy Gilles : Kate
- 1975 : Le Dernier Cri (Der letzte Schrei) de Robert van Ackeren : Simone
- 1975 : Jeanne Dielman, 23, quai du Commerce, 1080 Bruxelles de Chantal Akerman : Jeanne Dielman
- 1975 : India Song de Marguerite Duras : Anne-Marie Stretter
- 1975 : Je t'aime, tu danses de François Weyergans : actrice racontant La Petite Fille aux allumettes
- 1976 : Son nom de Venise dans Calcutta désert de Marguerite Duras : Anne-Marie Stretter
- 1976 : Caro Michele de Mario Monicelli : Adriana
- 1977 : Baxter, Vera Baxter de Marguerite Duras : l'inconnue
- 1977 : Repérages de Michel Soutter : Julie
- 1979 : Útközben - En cours de route de Márta Mészáros : Barbara
- 1980 : Le Chemin perdu de Patricia Moraz : Mathilde Schwarz
- 1980 : Freak Orlando de Ulrike Ottinger : Helena Müller, déesse de l'arbre de vie
- 1980 : Chère inconnue de Moshé Mizrahi : Yvette
- 1983 : Le Grain de sable de Pomme Meffre : Solange
- 1984 : Dorian Gray dans le miroir de la presse à sensation (Dorian Gray im Spiegel der Boulevardpresse) d'Ulrike Ottinger : Madame Dr. Mabuse
- 1986 : Golden Eighties de Chantal Akerman : Jeanne Schwartz
- 1987 : Seven Women, Seven Sins (Sieben Frauen - Sieben Todsünden) d'Ulrike Ottinger, segment Pride
- 1989 : Johanna D'Arc of Mongolia d'Ulrike Ottinger : Lady Windermere

#### Courts métrages
- 1959 : Pull My Daisy de Robert Frank et Alfred Leslie : Beltiane, la femme de Milo
- 1961 : Béjart de François Weyergans (documentaire): récitante
- 1965 : Qui donc a rêvé ? de Liliane de Kermadec : Alice
- 1966 : Comédie de Marin Karmitz : la maîtresse
- 1974 : L'Atelier de Patrick de Mervelec (documentaire) : elle-même
- 1985 : Grosse de Brigitte Roüan

#### Voix
- 1968 : L'Écume des jours de Charles Belmont : narratrice
- 1971 : La Première Année (Primer ano) de Patricio Guzmán (documentaire) : narratrice
- 1981 : Documenteur d'Agnès Varda : voix de Delphine

#### Télévision
- 1954 : Sherlock Holmes, épisode The Mother Hubbard Case de Jack Gage : Margaret Martini (saison 1, épisode 10)
- 1955 : Sherlock Holmes, épisode The Case of the Singing Violin de Steve Previn : Betty Durham (saison 1, épisode 15)
- 1960 : Pete and Gladys, série télévisée créée par Parke Levy : Michèle Martin (saison 1, épisodes 1, 2 & 3)
- 1963 : Le Troisième Concerto, téléfilm de Marcel Cravenne : Catherine Miller
- 1966 : Un mois à la campagne, téléfilm d'André Barsacq : Natalia Petrovna
- 1967 : Hedda Gabler, téléfilm de Raymond Rouleau : Hedda Gabler
- 1970 : Le Lys dans la vallée[11], téléfilm de Marcel Cravenne : Madame de Mortsauf
- 1971 : Tartuffe, téléfilm de Marcel Cravenne : Elmire
- 1974 : La Chevauchée sur le lac de Constance de Peter Handke, mise en scène Claude Régy, filmée par Maurice Château : Elisabeth Bergner
- 1977 : BBC Play of the Month : The Ambassadors, téléfilm de James Cellan Jones, d'après Henry James : Marie de Vionnet
- 1980 : Le Petit Pommier, téléfilm de Liliane de Kermadec : la mère
- 1981 : The Man of Destiny, téléfilm de Desmond Davis d'après Bernard Shaw : une femme inconnue
- 1985 : Sarah et le Cri de la langouste, téléfilm de Marcel Bluwal, adapté de John Murrell par Georges Wilson : Sarah
- 1986 : Les Étonnements d'un couple moderne, téléfilm de Pierre Boutron : Marie-Claude Poitevin
- 1988 : La Bête dans la jungle, téléfilm de Benoît Jacquot d'après Marguerite Duras (pièce) et Henry James (roman) : Catherine
- 1988 : Letters Home, téléfilm de Chantal Akerman : Aurelia Plath
- 1989 : Une saison de feuilles, téléfilm de Serge Leroy d'après Madeleine Chapsal : Hedwina

### Réalisatrice
- 1975 : Maso et Miso vont en bateau, coréalisé avec Nadja Ringart, Carole Roussopoulos et Ioana Wieder
- 1976 : SCUM Manifesto, coréalisé avec Carole Roussopoulos
- 1977 : Il ne fait pas chaud, coréalisé Carole Roussopoulos, Ioana Wieder et Nadja Ringart
- 1981 : Sois belle et tais-toi
- 1987 : Pour mémoire (court-métrage)

## Théâtre
- 1952 : L'Amour en papier de Louis Ducreux, mise en scène Michel de Ré, théâtre du Quartier latin
- 1952 : Le Jardin du Roi de Pierre Devaux, mise en scène Michel de Ré, théâtre du Quartier latin
- 1953 : Le Mariage de Figaro de Beaumarchais, mise en scène Jean Dasté, Comédie de Saint-Étienne (Chérubin)
- 1953 : Montserrat d'Emmanuel Roblès, mise en scène Jean Dasté, Comédie de Saint-Étienne
- 1953 : L'Illusion de Jacques Copeau, mise en scène Jean Dasté, Comédie de Saint-Étienne
- 1954 : Ondine de Jean Giraudoux, mise en scène Jean Dasté, Comédie de Saint-Étienne (Ondine)
- 1953 : Tessa, la nymphe au cœur fidèle de Jean Giraudoux, mise en scène Michel Saint-Denis, Comédie de l'Est (Tessa)
- Le Misanthrope de Molière, mise en scène Michel Saint-Denis, Centre Dramatique de l'Est (Élianthe)
- 1955 : La Surprise de l'Amour de Pierre Marivaux, mise en scène Robert Postec (Lisette)
- 1955 : La Tempête de William Shakespeare, mise en scène Jean Dasté, Comédie de Saint-Étienne (Ariel)
- 1955 : Les Poissons d'or de René Aubert, mise en scène André Villiers (Cœlia)
- 1955 : Un mari idéal d'Oscar Wilde, mise en scène Jean-Marie Serreau, théâtre de l'Œuvre (Mabel Chiltern)
- 1958 : Enrico (Henri IV) de Luigi Pirandello, mise en scène Billy Matthews, Philadelphie, Boston, USA (Frida)
- 1959 : Song of Songs (Cantique des cantiques) de Jean Giraudoux, mise en scène Arthur Sherwood, Orpheum Theater, New York, USA (Florence)
- 1959 : The Lautrec Print de Paul Murray et Matteo Lettunich, Bucks County Playhouse, New Hope, Pennsylvanie, USA (Suzanne Renaud)
- 1959 : An Enemy of the People (Un ennemi du peuple) d'Henrik Ibsen, mise en scène Gene Frankel, Actors Playhouse, New York, USA (Petra)
- 1961 : La Mouette d'Anton Tchekhov, mise en scène Sacha Pitoëff, théâtre Moderne
- 1962 : On ne sait comment de Luigi Pirandello, mise en scène Jean Tasso, théâtre du Vieux-Colombier
- 1963 : Le Complexe de Philémon de Jean Bernard-Luc, mise en scène Christian-Gérard, Comédie des Champs-Élysées
- 1963 : Un mois à la campagne d'Ivan Tourgueniev, mise en scène André Barsacq, théâtre de l'Atelier
- 1964 : Cet animal étrange de Gabriel Arout d’après Tchekhov, mise en scène Claude Régy, théâtre Hébertot
- 1965 : La Collection et L’Amant d'Harold Pinter, mise en scène Claude Régy, théâtre Hébertot
- 1966 : La prochaine fois je vous le chanterai de James Saunders, mise en scène Claude Régy, théâtre Antoine
- 1966 : Se trouver de Luigi Pirandello, mise en scène Claude Régy, théâtre Antoine
- 1967 : Rosencrantz et Guildenstern sont morts de Tom Stoppard, mise en scène Claude Régy, théâtre Antoine
- 1968 : L'Aide-mémoire de Jean-Claude Carrière, mise en scène André Barsacq, théâtre de l'Atelier
- 1969 : Le Jardin des délices de Fernando Arrabal, mise en scène Claude Régy, théâtre Antoine (Laïs)
- 1971 : C'était hier d'Harold Pinter, mise en scène Jorge Lavelli, théâtre Montparnasse
- 1974 : La Chevauchée sur le lac de Constance de Peter Handke, mise en scène Claude Régy, espace Cardin
- 1976 : Les Larmes amères de Petra von Kant de Rainer Werner Fassbinder, mise en scène Robert Walker, New End Theater, Londres (Petra von Kant)
- 1976 : Antony and Cleopatra (Antoine et Cléopâtre) de William Shakespeare, mise en scène Frank Dunlop, Young Vic Theater, Londres (Cleopatra)
- 1981 : La Bête dans la jungle de Henry James, adaptation Marguerite Duras, mise en scène Alfredo Arias, théâtre Gérard-Philipe
- 1982 : Sarah et le cri de la langouste de John Murrell, mise en scène Georges Wilson, théâtre de l'Œuvre
- 1984 : Letters Home d'après Sylvia Plath, adaptation Rose Leiman Goldenberg, mise en scène Françoise Merle, Petit Théâtre de Paris, théâtre Gérard-Philipe
- 1987 : Un jardin en désordre d'Alan Ayckbourn, mise en scène Stuart Seide, théâtre de la Renaissance

## Discographie
- Quoi de plus beau qu'une marche militaire, 45 T, Polydor, 1970 (Quoi de plus beau qu'une marche militaire, Une fourmi et moi)
- Les Quatre Saisons d'Antonio Vivaldi (récitante), 33 T 1/3
- De doute et de grâce, avec Steven Brown, 1990
- 1991 : Debussy : Les Chansons de Bilitis etc., par The Nash Ensemble (CD Virgin Classics VC 7 911 48-2[a],[20])
- Les Chansons de Bilitis, avec Delphine Seyrig[b] (récitante), Philippa Davies et Leonore Smith (flûtes), Marisa Robles et Bryn Lewis (harpes), Ian Brown (célesta), direction Lionel Friend (22 min 27 s) :

1. Chant pastoral
2. Les Comparaisons
3. Les Contes
4. Chanson
5. La Partie d'osselets
6. Bilitis
7. Le Tombeau sans nom
8. Les Courtisanes égyptiennes
9. L'Eau pure du bassin
10. La Danseuse aux crotales
11. Le Souvenir de Mnasidika
12. La Pluie du matin

Précédé de : Sonate pour violon et piano (13:44), Sonate pour flûte, alto et harpe (17:05), Syrinx pour flûte (2:32), Sonate pour violoncelle et piano (11:45).

## Distinctions

### Récompenses
- Mostra de Venise 1963 : coupe Volpi de la meilleure interprétation féminine pour Muriel ou le Temps d'un retour[1]
- Victoires du cinéma français 1963 : meilleure actrice pour Muriel ou le Temps d'un retour
- Étoile de cristal 1967 : meilleure actrice pour La Musica
- Prix du Syndicat de la critique 1967 : meilleure comédienne pour La prochaine fois je vous le chanterai et Se trouver
- Prix du Syndicat de la critique 1969 : meilleure comédienne pour L'Aide-mémoire
- National Society of Film Critics Awards 1970 : meilleure actrice dans un second rôle pour Baisers volés
- Prix du Syndicat de la critique 1983 : meilleure comédienne pour Sarah et le cri de la langouste
- Sept d'or 1990 : meilleure comédienne pour Une saison de feuilles

### Nominations
- BAFA 1974 : British Academy Film Award de la meilleure actrice dans un second rôle pour Chacal
- César 1976 : César de la meilleure actrice pour India Song
- César 1978 : César de la meilleure actrice pour Repérages
- César 1981 : César de la meilleure actrice dans un second rôle pour Chère inconnue
- Molières 1988 : Molière de la comédienne pour Un jardin en désordre

## Hommages

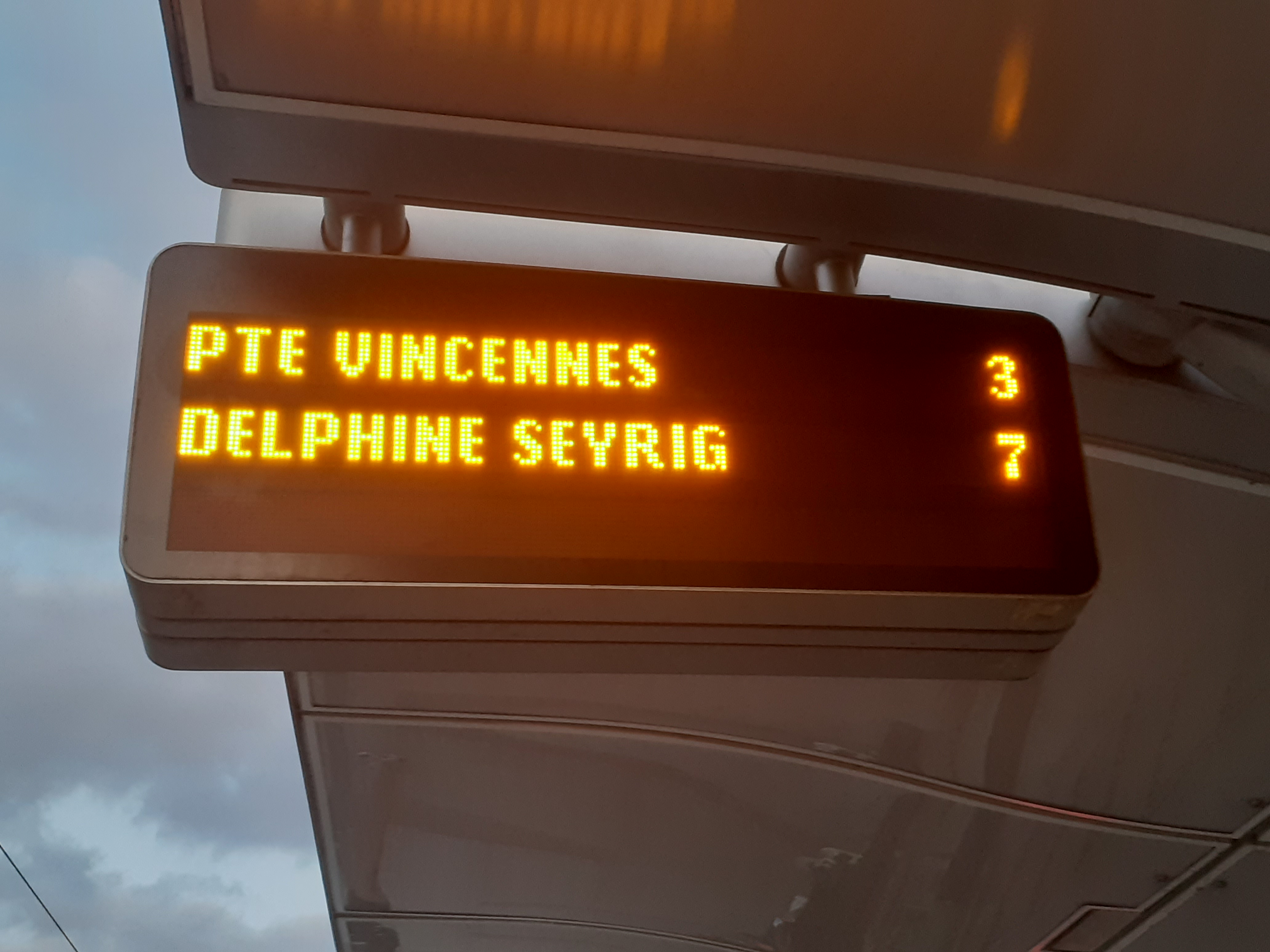
Le tram parisien T3b.

À Paris, dans le 19e arrondissement, une rue et une station de la ligne de tramway T3b, inaugurée le 15 décembre 2012, portent le nom de Delphine Seyrig.
La grande salle du théâtre Gérard-Philipe de Saint-Denis, où elle avait joué La Bête dans la Jungle, a été baptisée de son nom en 2022.
L’actrice est au programme de cinéma du concours de l’ENS Lyon et d’Ulm pour la session 2025.
Véronique Le Bris la nomme parmi les réalisatrices de son ouvrage : 100 grands films de réalisatrices : de la Fée aux choux à Wonder woman. Quand les femmes s'emparent du cinéma, Gründ Arte éditions, 2021, 239 p (ISBN 978-2-324-02614-0)